# Jawalga, Jevargi
Jawalga là một làng thuộc tehsil Jevargi, huyện Gulbarga, bang Karnataka, Ấn Độ.